# Ramon Azim
Ramon Azim (geboren 1987) ist ein österreichischer Footballspieler.

## Karriere
Der gebürtige Kärntner begann seine aktive Karriere bei den Carinthian Falcons. Nachdem dieser Verein durch einen Zusammenschluss zu den Black Lions wurde spielte er in der Folge für diesen Verein. In dieser Zeit wurde er sowohl in der Defensive als Linebacker als auch in der Offensive an der Offensive Line und als Fullback eingesetzt. Seit der Saison 2012 ist er als Linebacker für die Danube Dragons in Wien aktiv.
Ramon Azim stand im österreichischen Kader für die American-Football-Europameisterschaft 2014.
Azim unterrichtet in Wien als Grundschullehrer Englisch und Sport.

## Erfolge
- AFL Rookie of the Year 2006